# Grand Bois (loa)
Grand Bois (que significa Gran Bosc, també Gran Bwa, Bran Bwa, Ganga-Bois; crioll haitià: Gran Bwa) és un loa elemental, orientat a la natura, estretament associat amb arbres, plantes i herbes en el vodú haitià. Les ofrenes que li agraden inclouen fulles i herbes, mel i rom especiat. Com a loa petro i loa de la naturalesa salvatge, pot ser ferotge i impredictible en alguns aspectes.
Grand Bois (Gran Bosc), Maître Carrefour (Mestre dels Entreforcs), i Baron Cimetière (Baró Cementiri) formen la tríada dels mags del panteó vodú, representant el viatge de vida: Grand Bois és la terra rica en la que provenim, en les profunditats més fosques del bosc, del que sortim tot ensopegant i aprenent a caminar; Maitre Carrefour representa els diversos camins i les decisions que es prenen durant el viatge de la vida; finalment, Baró Cimitère representa el final d'aquest viatge.
Grand Bois sol er representat amb la imatge catòlica de Sant Sebastià. Els seus colors seus són,normalment, diferents tonalitats de verd (de vegades incloent vermell en algunes cases).